# Anopheles braziliensis
Anopheles braziliensis é um mosquito pertencente ao género Anopheles, estando restrito a América do Sul. Seu criadouro é composto de água doce e límpida, que seja renovada constantemente, fundo arenoso, vegetação emergente e exposta ao sol. Apresenta muito pouca relação com a malária no Brasil.

## Referência
1. ↑  Consoli, Rotraut A. G. B.; Oliveira, Ricardo Lourenço de (1994). Principais mosquitos de importância sanitária no Brasil. Rio de Janeiro: Editora Fiocruz. p. 82. Cópia arquivada (PDF) em 14 de agosto de 2017